# Реней Батлоква
Веду Ренейвле Батлоква (англ. Wedu Reneilwe Batlokwa; нар. 1 грудня 1997, Ботсвана) — ботсванський футболіст, півзахисник.

## Ранні роки та особисте життя
Відвідував школу Гебл Голл. Станом на жовтень 2018 року вільно володів трьома мовами та почав вивчати четверту.

## Клубна кар'єра
Футболом розпочав займатися в «Тарроку», а в 14-річному віці приєднався до «Саутенд Юнайтед». У квітні 2018 року відправився в оренду до «Лавстовт Таун». Під час передсезонної підготовки 2018/19 виступав за першу команду «Саутенд Юнайтед», а 4 вересня 2018 року дебютував за команду на офіційному рівні.
По завершенні сезону 2018/19 років отримав від «Саутенд Юнайтед» статус вільного агента.

## Кар'єра в збірній
Дебютував у футболці національної збірної Ботсвани 14 жовтня 2019 року в товариському поєдинку проти Єгипту.